# Wietse
Wietse is een voornaam die voornamelijk in Friesland voorkomt. 
De naam is afgeleid van Wide. Varianten op de naam  zijn Wideke, Wido, Wied, Wiedse, Wiet,  Wytse, Wytze, Wietze, Witte, Wyd, Wijda, Wijt Wydsje en Wydtsje. Vrouwelijke vormen zijn Wiet, Wieteke, Wietje, Wietske, Wijtske. In Groningen en Zeeland komt de variant Wiek voor, Zeeland ook Witte. In Oost-Friesland voorkomende varianten zijn Weet en Weeto. In 2014 werd de naam in Nederland 1760 keer als eerste voornaam aangetroffen en 689 keer als volgnaam. In 2016 werd de naam zestienmaal gegeven. De spelling Wietze kwam in 2014 1191 keer als eerste en 560 keer als volgnaam voor. Wietze werd in 2016 viermaal gegeven in Nederland.

## Bekende naamdragers
- Wietse Bosmans - Belgische veldrijder
- Wietse Jacobs - Nederlands basketballer
- Wietse Tanghe - Vlaams acteur
- Wietse Veenstra - Nederlands voetballer
- Wietse Venema - Nederlands programmeur en natuurkundige
- Wietse van Alten - Nederlands boogschutter
- Wietse van Lankveld - Nederlands voetballer
- Wietze Couperus - Nederlands voetballer
- Wietze de Haan - Fries politicus en statenlid
- Wietze de Jager - dj
- Wietze van der Sluis - politicus
- Wytse Hoekstra - Nederlands politicus
- Wytse van der Goot - Nederlands sportverslaggever
- Wytze Gs Hellinga - Nederlandse hoogleraar in de taalkunde
- Wytze Keuning - Nederlands onderwijzer, auteur en muziekrecensent
- Wytze Kooistra - Nederlands volleyballer
- Wytze Patijn - Nederlands architect
- Wytze Weistra - Nederlands componist en dirigent

als meisjesnaam
- Wietske de Ruiter - hockester
- Wietske van Leeuwen - keramiste
- Wietske van Zwol - bridgespeelster
- Wytske Kenemans - Nederlandse televisie- en radiopresentatrice
- Wytske Postma - Nederlands politica